# 番頭はんと丁稚どん
『番頭はんと丁稚どん』（ばんとうはんとでっちどん）は、1959年3月9日から1961年4月まで毎日放送にて毎週月曜19時30分より30分枠にて放映されていたコメディドラマ、またこれを元にした映画作品。毎日放送テレビの開局（1959年3月1日）から間もない頃に始まったテレビ番組の一つである。

## テレビ作品

### 概要
便秘薬「七ふく」で知られる七ふく製薬の一社提供番組。
脚本家・花登筐はフランク永井のショーで全編に番頭と丁稚を登場させる喜劇作品を上演し、これが好評だったことから「番頭と丁稚」が登場する公開収録方式のテレビ番組を思いついた。収録は難波にあった東宝系の「南街会館」にて行われた。番組が公開番組となった背景には、当時の毎日放送にはテレビスタジオが2つしかなく、スタジオ不足で番組収録がままならない状況という事情もあったという。キャストでは当初「小番頭」役には佐々十郎がキャスティングされていたが、『やりくりアパート』で確立した明朗なイメージと人気が「いびり役・悪役」である番頭役で覆る事を怖れ、番組開始早々に降板している。その後、小番頭役には芦屋雁之助が抜擢され、その後の人気の足掛かりとなっている。
オープニングでは幕が閉まったままの状態で、一松・崑松・小松の3丁稚が登場、「おいでやす」とご挨拶をした後、鶴田浩二のヒット曲『好きだった』の替え歌であるテーマソングを歌ってから始めた。
開局したばかり（1959年3月1日開局）の毎日放送にて放映されるとすぐに評判となり、大阪地区では最高視聴率82%（60%や62.3%という説もある）という「お化け番組」となった。
関東地区においても日本教育テレビ（NETテレビ。現在のテレビ朝日）にて1959年6月から1961年3月（一部資料では1960年4月とも）にて放映されている。
その後、花登が専属契約を結んでいた東宝との間で、『やりくりアパート』にレギュラー出演していた子役・中山千夏を東京の舞台公演へ出演させたい、とする東宝側の要請を花登が固辞したことから関係が悪化。結局、話し合いの末、本作品の東宝での制作を打ち切ることとなり、花登は松竹の支援で「劇団・笑いの王国」を結成、主要キャストは花登に同調し、1960年4月からは松竹製作で番組は継続された。ただし、南街会館は使用できなくなったため、梅田の松竹系映画館が収録場所となった。また茶川一郎が東宝に残留し降板したことから、穴埋めに芦屋雁平を「昇格」させたが、その演技力は茶川には遠く及ばず、番組自体も次第に低迷し始め、1961年4月18日に終了となった。
翌週の1961年4月25日からは「新・番頭はんと丁稚どん」というタイトルで新シリーズが放映されている。舞台をレストランに替え、現代的なアレンジが加味され、レギュラー陣にはトニー谷が新加入したが、人気を盛り返すことなく、12月で打ち切りとなっている。
その後、1972年4月 - 12月には、舞台を薬問屋から呉服屋に替え、旧作で丁稚・崑松を演じた大村崑（演出も担当）を番頭役に、当時売り出し中だったレツゴー三匹を丁稚役に配したリメイク版「新・番頭はんと丁稚どん」（MBS系列・NET系列、MBS・松竹芸能制作）が、水曜19:30 - 20:00に放送された。

### あらすじ
大阪・船場（道修町）にある薬問屋「毎宝堂」を舞台に、丁稚奉公に励む3人の丁稚と彼らの「親」ともいうべき番頭、そして彼らを取り巻く人々が引き起こす悲喜交々をコミカルに描く人情喜劇である。

### 出演
- 一松：茶川一郎
- 崑松：大村崑
- 小松：芦屋小雁
- 旦那：志摩靖彦
- 番頭利七：梶川武利
- 小番頭雁七：芦屋雁之助
- 平松：芦屋雁平
- ミヤコ蝶々
- 佐々十郎（番組開始初期で降板）
- 西岡慶子
- 堺駿二
- 立原博

ほか

### スタッフ
- 作家・演出：花登筺
- 音楽：溝口堯
- 美術：寺西一平
- 制作：東宝テレビ部⇒松竹、毎日放送

### テレビ版放映ネット局
- 毎日放送（制作・幹事局）
- 日本教育テレビ（NETテレビ、現在のテレビ朝日）
- 東海テレビ（名古屋テレビ開局前のため）
- 九州朝日放送

## 映画作品
テレビでの人気と1960年4月から製作元が松竹に変わった事を受け、松竹配給で映画シリーズが制作された。基本的にストーリーその他はテレビ版を踏襲するが、薬問屋の名前は後期版の「七ふく堂」（テレビ版前期の「毎宝堂」は「毎日」と「東宝」が由来のため）となっている。ただ、レギュラー陣にとっては、舞台と映画の双方で拘束される事となり「地獄の日々」だった、という。
なおこれ以前にも、1959年12月26日に東宝系で公開の「サザエさんの脱線奥様」（宝塚映画作品。原作：長谷川町子、監督：青柳信雄、主演：江利チエミ）に、崑・小雁・茶川・雁之助が同役でゲスト出演している。

### 第1作「番頭はんと丁稚どん」
- 1960年5月20日公開
- 監督- 酒井欣也
- 製作	島津清
- 原作	花登筐
- 脚色	森田竜男

#### キャスト
- 崑松：大村崑
- 小松：芦屋小雁
- 駿松：芦屋雁平
- 雁七：芦屋雁之助
- 清七：菅佐原英一
- 隠居はん：浪花千栄子
- 御寮はん：浅茅しのぶ
- 旦那はん：森川信
- かな子：九条映子
- 美代子：松山容子
- 美代子の夫：田端義夫
- 女中八重：若水ヤエ子
- 女中お花：西岡慶子
- 大番頭忠助：野沢英一
- 智子：山口京子
- 明子：弥生慶子
- ふみえ：水原真智子
- 藤田巡査：桂小金治
- 隣の丁稚：和田弘とマヒナスターズ
- テレビ演出者：花登筐

### 第2作「続番頭はんと丁稚どん」
- 1960年8月21日公開
- 監督 - 的位邦雄
- 製作	島津清
- 原作	花登筐
- 脚色	花登筐 、 山根優一

#### キャスト
- 崑松：大村崑
- 小松：芦屋小雁
- 平松：芦屋雁平
- 雁七：芦屋雁之助
- 隠居はん：浪花千栄子
- 御寮はん：浅茅しのぶ
- 旦那はん：三浦策子
- かな子：九条映子
- 女中八重：三角八重
- 大番頭忠助：乃木年雄
- サーカス団長：榎本健一
- 団長の息子・太郎：大村崑
- ピエロの辰：森川信
- ザ・ピーナッツ：ザ・ピーナッツ
- 谷使河原きみ子：水原真智子
- 則子：川口京子
- 信男：天津七三郎
- 博多九州堂の主人：桂小金治
- 未来医学研究所長：若水ヤエ子
- 未来医学研究所助手・吉田：花紀京
- 町内の若者：和田弘とマヒナスターズ

### 第3作「続々番頭はんと丁稚どん」
- 1961年1月3日公開
- 監督 - 的位邦雄
- 製作	島津清
- 原作	花登筐
- 脚色	花登筐

#### キャスト
- 崑松：大村崑
- 小松：芦屋小雁
- 平松：芦屋雁平
- 雁七：芦屋雁之助
- 隠居はん：浪花千栄子
- 御寮はん：浅茅しのぶ
- 旦那はん：三浦策子
- かな子：九条映子
- 永井次郎：フランク永井
- 吉良浩介：岡田眞澄
- 雛菊：ザ・ピーナッツ
- ルミ子：瞳麗子
- 女中八重：三角八重
- 女中お花：西岡慶子
- 大番頭忠助：乃木年雄
- 大阪駅駅員：花紀京
- ナイトクラブの歌手：松尾和子
- プロレスラー：ユセフ・トルコ
- 団地の奥様：石井富子
- 巡査：桂小金治
- マヒナスターズ：和田弘とマヒナスターズ

### 第4作「続々々番頭はんと丁稚どん チャンポン旅行」
- 1961年4月1日公開
- 監督 - 的位邦雄
- 製作	白井昌夫
- 原作	花登筐
- 脚色	花登筐

#### キャスト
- 崑松：大村崑
- 小松：芦屋小雁
- 平松：芦屋雁平
- 雁七：芦屋雁之助
- 隠居はん：浪花千栄子
- 御寮はん：浅茅しのぶ
- 旦那はん：三浦策子
- かな子：牧紀子
- 永井次郎：フランク永井
- 谷淵：トニー谷
- あけみ：佐乃美子
- 馬賊芸者お紋：清川虹子
- 蝶々夫人：ミヤコ蝶々
- マヒナスターズ：和田弘とマヒナスターズ
- 女中八重：三角八重
- 女中お花：西岡慶子
- 大番頭忠助：乃木年雄
- 郵便配達夫：花紀京

## コミカライズ
- 水島新司作画で日の丸文庫より貸本漫画として刊行
- 1959年から1960年まで、月刊誌『日の丸』に園山俊二によって連載。
- 1960年から1962年まで、小学館の学習雑誌『小学三年生』と『小学四年生』に、前川かずおによって連載。